# Tymon Tytus Chmielecki
Tymon Tytus Chmielecki né le 29 novembre 1965 à Toruń, en Pologne, est un prélat polonais de l'Église catholique et diplomate au service du Saint-Siège.

## Biographie
Tymon Tytus Chmielecki est né le 29 novembre 1965 à Toruń, en Pologne. Il est ordonné prêtre le 26 mai 1991 par le pape Jean-Paul II. Il rejoint le service diplomatique du Saint-Siège le 1er juillet 1995, puis est envoyé en Géorgie (en), au Sénégal, en Autriche (en), en Ukraine (en), au Kazakhstan (en) et au Brésil (en). Il travaille aussi de 2015 à 2019 à Rome au sein de la Section des relations avec les États de la Secrétairerie d'État.
Le 26 mars 2019, le pape François le nomme archevêque titulaire de Tres Tabernae (de) et nonce apostolique en Guinée (en) et au Mali (en),. Il reçoit sa consécration épiscopale le 13 mai 2019 des mains du cardinal Pietro Parolin. Il est nommé dans un contexte tendu, peu après le massacre de 130 Peuls. Il déclare que « dans ces conditions, le nonce est aussi un missionnaire ».
En février 2022, il démissionne de sa charge de nonce apostolique. Il est remplacé, d'abord au Mali en février, puis en Guinée en novembre, par Jean-Sylvain Emien Mambé.